# (14365) Jeanpaul
(14365) Jeanpaul  es un asteroide perteneciente al cinturón de asteroides, descubierto el 8 de septiembre de 1988 por Freimut Börngen desde el Observatorio Karl Schwarzschild, en Alemania.

## Designación y nombre
Jeanpaul se designó al principio como 1988 RZ2.
Más adelante fue nombrado en honor al escritor y poeta alemán Jean Paul (seudónimo de Friedrich Richter)(1763-1825).

## Características orbitales
Jeanpaul orbita a una distancia media del Sol de 2,6749 ua, pudiendo acercarse hasta 2,0516 ua y alejarse hasta 3,2983 ua. Tiene una excentricidad de 0,2330 y una inclinación orbital de 4,9775° grados. Emplea en completar una órbita alrededor del Sol 1598 días.

## Características físicas
Su magnitud absoluta es 14,3. Tiene 3,220 km de diámetro. Su albedo se estima en 0,428.